# Riki Nakaya
Pour les articles homonymes, voir Nakaya.
Riki Nakaya (中矢　力, Nakaya Riki), né le 25 juillet 1989 à Matsuyama, est un judoka japonais en activité évoluant dans la catégorie des moins de 73 kg (poids légers). Il devient champion du monde en 2011 et 2014.

## Palmarès
| Année | Compétition           | Lieu         | Résultat | Catégorie      |
| ----- | --------------------- | ------------ | -------- | -------------- |
| 2011  | Championnats d'Asie   | Abou Dabi    | 2e       | Moins de 73 kg |
| 2011  | Championnats du monde | Paris        | 1er      | Moins de 73 kg |
| 2012  | Jeux olympiques       | Londres      | 2e       | Moins de 73 kg |
| 2014  | Championnats du monde | Tcheliabinsk | 1er      | Moins de 73 kg |